# Constantin (film)
Constantine (2005) este un film american de groază-acțiune regizat de Francis Lawrence. Acesta este filmul cu care Francis Lawrence își face debutul regizoral. În rolurile principale interpretează Keanu Reeves ca John Constantine, Rachel Weisz, Shia LaBeouf, Tilda Swinton și Djimon Hounsou. Filmul se bazează pe benzile desenate Hellblazer publicate de Vertigo Comics, cu scenariul bazat pe elemente din povestirile "Dangerous Habits" (numere #41-46) și "Original Sins".
Constantine a fost lansat în Hong Kong la 8 martie 2005 și în Statele Unite și Canada pe 18 martie 2005.

## Prezentare
Filmul îl descrie pe John Constantine ca pe un cinic care are abilitatea de a percepe și de a comunica cu cei jumătate-îngeri jumătate-demoni văzându-i sub forma lor adevărată. El caută mântuire de la osânda veșnică în iad pentru o tentativa de sinucidere din tinerețe. Constantine se ocupă cu exorcizări de demoni pe care-i trimite înapoi în Iad, în încercarea sa de a câștiga favoarea Raiului, dar ajunge să fie din ce în ce mai obosit de-a lungul timpului. El ajută un detectiv de poliție cu probleme să afle adevărul despre moartea surorii lui în același timp dezvăluindu-i un plan mult mai vast și mai întunecat. 

## Distribuție
- Keanu Reeves (John Constantine)
- Rachel Weisz (Angela Dodson / Isabel Dodson)
- Shia LaBeouf (Chas Kramer)
- Djimon Hounsou (Meia-Noite)
- Gavin McGregor Rossdale (Balthazar)
- Tilda Swinton (Gabriel)
- Peter Stormare (Lucifer)
- Pruitt Taylor Vince (Padre Hennessy)
- Jesse Ramirez (Scavenger)
- José Zúñiga (Detectivul Weiss)
- Francis Guinan (Părintele Garret)
- April Grace (Dra. Leslie Archer)
- Quinn Buniel (Constantine - 10 ani)
- Nicholas Downs (Un om din biserică)
- Larry Cedar (Vermin Man)
- Matthew McGrory (Demon)
- Michelle Monaghan (Ellie)
- Max Baker (Beeman)

## Continuare
În 2011, Francis Lawrence și-a declarat interesul privind o continuare, sperând să abordeze subiectul într-un mod mai matur și "înfricoșător".
În noiembrie 2012, au apărut informații potrivit cărora Guillermo del Toro și Warner Bros. au luat în considerare realizarea unui film cu personaje supranaturale DC Comics printre care și John Constantine. Nu s-a confirmat dacă filmul va avea legătură cu filmul în care joacă Keanu Reeves sau dacă actorul va reprimi acest rol.